# Ange de Saint-Priest
Pour les articles homonymes, voir Saint-Priest (homonymie).
Ange de Saint-Priest, né François Saint-Ange Robert de Châteauneuf de Saint-Priest à Sarras (Ardèche) le 10 novembre 1799, et mort à Paris 8e le 4 octobre 1877, est un directeur de publication français.

## Biographie
Ange de Saint-Priest est le seul signataire de l'édition collective intitulée Encyclopédie du dix-neuvième siècle 1836-1853.
On retrouve son nom dans le Répertoire méthodique et alphabétique de législation de doctrine et de jurisprudence, Tome 38, page 513.
Il y est précisé qu'il est débouté de ses droits dans la parution de l'Encyclopédie catholique dont il avait déposé un brouillon confus en 1836.
Enfin on le retrouve dans les supercheries littéraires Tome 5, 1853, page 356 comme le véritable auteur d'un recueil de
Veillées politiques, no 1828, sous le pseudonyme de César Ducoudray.